# ザムトゲマインデ・リントホルスト
ザムトゲマインデ・リントホルスト (ドイツ語: Samtgemeinde Lindhorst) は、ドイツ連邦共和国ニーダーザクセン州シャウムブルク郡の4つの町村で形成されるザムトゲマインデ（集合自治体）である。

## 地理

### 位置
ザムトゲマインデ・リントホルストは、歴史地区名デュルヴァルト地方に位置する。東は郡庁所在地のシュタットハーゲン、西はバート・ネンドルフ、南はビュッケブルク、北はザクセンハーゲンを通るミッテルラント運河に囲まれている。
最高地点はベッケドルフ近郊の海抜 150 m 地点、最低地点はミッテルラント運河付近の海抜 50 m である。

### ザムトゲマインデの構成
ザムトゲマインデ・リントホルストには、以下の町村が属している。
- ベッケドルフ
- ホイエルセン（コベンゼン地区を含む）
- リントホルスト（オッテンゼン地区およびシェットリンゲン地区を含む）
- リューダースフェルト（フォルンハーゲン地区を含む）

行政本部はリントホルストにある。

## 歴史
リントホルストは13世紀に多くの入植村落が営まれたデュルヴァルト地方の丘陵地「Linde」に由来する。リントホルストや、このザムトゲマインデ内の他の集落の多くがこの時代に初めて文献に記録されている。
この地域は、しかし古代には定住者の疎らな土地であった。例えばリントホルストのようないくつかの村落は、おそらくフランク王国時代の9世紀から10世紀にその起源を有すると推測されている。肥沃な土壌と、6世紀にはすでに開通していた軍事・通商街道に面するその位置はベッケドルフ建設の基礎となった。
デュルヴァルトは、ザクセン時代には多くのガウの境界の森となり、13世紀までこの地域の領主権は曖昧なままであった。ローデン＝ヴンストルフ伯、シャウムブルク伯、ザクセン＝ラウエンブルク公、ミンデン司教がその権利を主張した。
13世紀から14世紀にシャウムブルク伯が最終的にリントホルスト周辺の領主権を獲得した。三十年戦争末期にシャウムブルク伯領は分割され、オッテンゼンとベッケドルフはヘッセンの支配地域に、ザムトゲマインデの他の地域はシャウムブルク＝リッペ伯領に属した。この分裂状態は1974年まで続いた。
本ザムトゲマインデ内の小さな集落の発展は遅々としたものであった。1847年のリントホルスト駅を含む鉄道ハノーファー - ミンデン線の建設や、1916年のザクセンハーゲン運河港を含むミッテルラント運河の建設といった社会資本の整備に伴ってわずかな飛躍がもたらされた。1911年からは、ベッケドルフで石炭の発掘が始まった。
さらなる発展は両世界大戦によって阻まれた。しかし1945年以後、戦争難民を受け容れ、「シャウムブルガー・ムルデ」の石炭採掘はさらに発展した。リューダースフェルトに新たな坑道が設けられ、リントホルストの人口は倍増し、大きな炭坑町となった。
1954年7月、リントホルストに「マギスター・ノートルト・シューレ」（学校）が完成した。また、移住してきたカトリック信者のために1957年にカトリック教会が創設された。この教会は坑夫の守護聖人にちなんで「聖バルバラ」の名を冠された。難民の他、旧東部領土からの放逐民やルール地方で失職した坑夫らが、この地で再び職を得た。
シャウムブルクの石炭採掘は早くも1960年に突然終了した。比較的少ない生産量と低い品質、安価な競合相手の登場により採算が合わなくなったのである。坑道は閉鎖され、埋め戻された。
農業も多くの働き場所を失った。多くの企業進出がなされたが、その喪失の一部を補ったに過ぎない。産業経済の分野はこのザムトゲマインデ行政の重点課題の1つであり続けている。
ホイエルセン、コベンゼン、リントホルスト、リーダースフェルト、ラインゼン＝レーメリングハウゼン、シェットリンゲン、フォルンハーゲンは1969年自発的にザムトゲマインデ・リントホルストを結成した。
1974年にニーダーザクセン州で施行された行政改革・地域再編によってザムトゲマインデ・リントホルストも新たに編成しなおされた。ベッケドルフとオッテンゼンが加わり、ラインゼン＝レーメリングハウゼンはシュタットハーゲン市に編入された。
交通の便がよいこのザムトゲマインデには多くの通勤労働者が住んでいる。また、ヴェーザーベルクラント・シャウムブルク＝ハーメルンとシュタインフーデ湖に挟まれた農業に適した土地でもある。

## 行政

### 議会
ザムトゲマインデ・リントホルストの議会は22議席と、直接選挙選ばれるザムトゲマインデ長からなる。

### 首長
ザムトゲマインデ長は、スヴェーニャ・エドイラー (SPD) である。

## 文化と見所

### 博物館
- リントホルストの鉱業博物館

### 建築
- リントホルストのプロテスタント聖ディオニシウス教会: 少なくと600年以上前の建築。
- フォルンハーゲンのプロテスタント教会: 15世紀の建築。
- ベッケドルフのプロテスタント聖ゴーデハルディ教会: 1740年建造。
- ホイエルセンのプロテスタント教会: 1565年建造。
- リントホルストのカトリック聖バルバラ教会: 1957年建造。
- ベッケドルフとリューダースフェルトの坑道施設。

## 経済と社会資本

### 交通
- リントホルストには鉄道ハノーファー-ミンデン線の駅がある。
- 連邦道B65号線（ハノーファー - ミンデン）がザムトゲマインデ内を通っている。
- シュタットハーゲンおよびハノーファーへのバス路線が通じている。
- ミッテルラント運河のザクセンハーゲン港は 5 km の距離にある。
- 連邦アウトバーンA2号線はバート・ネンドルフ経由でアクセスする (10 km)。
- ハノーファー＝ランゲンハーゲン空港は 50 km の距離にある。

### 公共施設
- リントホルストの室内プール
- リントホルストとベッケドルフの体育館
- リントホルストとコベンゼンの公民館

### 教育
- マギスター・ノートルト・シューレ: リントホルストの本課程実科学校
- ベッケドルフとリントホルストの基礎課程学校

## 引用
1. ↑  Landesamt für Statistik Niedersachsen, LSN-Online Regionaldatenbank, Tabelle A100001G: Fortschreibung des Bevölkerungsstandes, Stand 31. Dezember 2023